# پروکاترول
پروکاترول (انگلیسی: Procaterol) یک آگونیست گیرنده آدرنرژیک β۲ با اثر متوسط است که برای درمان آسم استفاده می‌شود. هرگز برای ارزیابی FDA در ایالات متحده آمریکا ثبت نشده‌است، جایی که در بازار عرضه نشده‌است. این دارو به آسانی در حضور رطوبت و هوا اکسید می‌شود و برای استفاده درمانی از طریق استنشاق نامناسب می‌شود. شرکت داروسازی Parke-Davis/Warner-Lambert یک تثبیت‌کننده را برای جلوگیری از اکسیداسیون تحقیق کرد، اما یک پایدارکننده هرگز ساخته نشد.
این دارو در سال ۱۹۷۴ ثبت اختراع شد و در سال ۱۹۸۰ مورد استفاده پزشکی قرار گرفت.

## سنتز

سنتز پروکاترول: